# Hizen (Schiff)
Die Hizen war ein Schlachtschiff (Einheitslinienschiff) der Kaiserlich Japanischen Marine, das ursprünglich als Retwisan (russisch Ретвизан) für die Kaiserlich Russische Marine von William Cramp and Sons in Philadelphia (Vereinigte Staaten) gebaut wurde. Sie war während des Russisch-Japanischen Krieges im Pazifik stationiert und nahm an der Seeschlacht im Gelben Meer teil. Sie wurde im belagerten Port Arthur durch japanische Landartillerie versenkt.
Nach dem Krieg wurde sie von den Japanern gehoben, repariert und von ihnen als Hizen in Dienst gestellt. Sie wurde 1923 außer Dienst gestellt und 1924 als Zielschiff versenkt.

## Entwurf und Bau

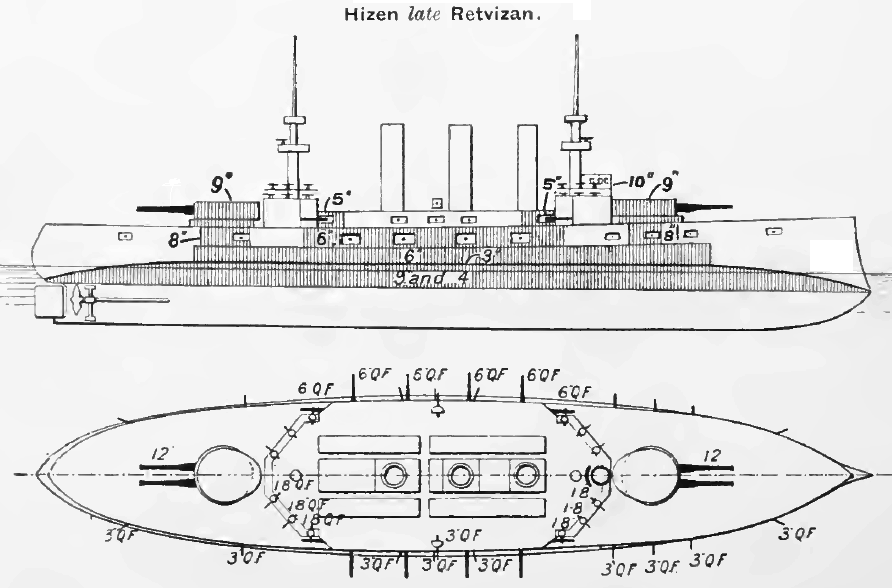
Die Hizen ex Retwisan
aus Brassey’s 1915

Die russische Marine entschloss sich nach dem Japanisch-Chinesischen Krieg von 1894/1895 zu einem Ausbau ihres Pazifischen Geschwaders. Das Bauprogramm von 1898 sah den Bau von Linienschiffen, Kreuzern und Zerstörern für diese Station vor. Auch sollte ein Teil dieser Schiffe im Ausland gebaut werden, da die russischen Ostseewerften entweder ausgelastet oder nicht hinreichend leistungsfähig waren. So kam es am 2. Mai 1898 zum Abschluss eines Vertrages mit der Werft William Cramp and Sons in Philadelphia, die zuvor schon Schiffe für die russische Marine gebaut und repariert hatte. Das zu bauende Linienschiff sollte sich an den russischen Grundplänen zur Petropawlowsk-Klasse und der zu dieser Zeit für die Schwarzmeerflotte bestellten Knjas Potjomkin Tawritscheski orientieren. Die Retwisan gehörte zu keiner Klasse, da es keine Schwesterschiffe gab. Das neue Schiff sollte innerhalb von 30 Monaten für 4.360.000 US-Dollar geliefert werden. Sie war das einzige russische Großkampfschiff, das in den Vereinigten Staaten für Russland gebaut wurde. Gleichzeitig erhielt die Werft einen weiteren Auftrag über 2.138.000 US-Dollar für einen Geschützten Kreuzer, die Warjag, die zu den in Deutschland bestellten Kreuzern Askold und Bogatyr in Konkurrenz stand.
Zeitgleich mit der Retwisan wurde in Frankreich die Zessarewitsch bestellt und gebaut. Die Retwisan galt als solider konstruiert; sie war weniger topplastig als die Zessarewitsch, hatte jedoch noch die alte Aufstellung der Mittelartillerie in Kasematten statt in separaten Türmen. Dennoch war die Zessarewitsch Modell für die fünf russischen Nachbauten der Borodino-Klasse.

### Abmessungen
Die Retwisan war 116,5 m lang in der Wasserlinie und hatte eine Länge von 117,8 m über alles. Sie hatte eine Breite von 22 m und einen normalen Tiefgang von 7,6 m. Sie verdrängte beladen 12.985 t. Der Rumpf war in der Länge in vierzehn Abteilungen unterteilt und hatte im Bereich der Maschinenräume auch eine Trennung durch ein Längsschott. Der gesamte Rumpf hatte einen Doppelboden, der an den Seiten bis an das untere Ende der Panzerung reichte.

### Die Panzerung
Die Krupp-Panzerung wog insgesamt 3.353 t, also 25,8 % der Verdrängung. Die Panzerung wurde hauptsächlich in den Vereinigten Staaten hergestellt. Nur ein Teil der Deckpanzerung wurde aus Russland angeliefert. Der Panzergürtel hatte eine maximale Stärke von 229 mm und verjüngte sich zum unteren Ende auf 127 mm. Er war 78 m lang und 2,1 m hoch, von denen 0,9 m über der Konstruktionswasserlinie lagen. Über diesem Gürtel war ein zweiter oberer Gürtel von gleicher Länge installiert, der 2,3 m hoch war und eine Stärke von 152 mm hatte. Vor und hinter den Panzergürteln schützten 51 mm starke Panzerplatten die Schiffsenden. Der Kern des Schiffes war mit 178 mm starken Panzerschotts gesichert.
Die Geschütztürme waren an der Front und den Seiten mit 229 mm gepanzert, deren Dächer allerdings nur 55 mm stark waren. Ihre Barbetten waren 203 mm oberhalb des Decks gepanzert; die Panzerung reduzierte sich nach unten bis auf 102 mm. Die untere und die obere Kasematte war mit 127 mm gepanzert und die einzelnen Geschütze waren durch 38 mm starke Panzerplatten getrennt. Die Wände des Befehlsstandes hatten eine Stärke von 254 mm. Das Panzerdeck nach oben zwischen den Panzerschotts und dem Panzergürtel hatte eine Stärke von 52 bis 64 mm. Davor und dahinter verstärkte es sich teilweise bis auf 76 mm. Auch der Rammbug war zusätzlich verstärkt.

### Antrieb
Die Retwisan hatte zwei senkrecht stehende Dreifach-Expansions-Dampfmaschinen, die 16.000 PS (11.768 kW) leisten sollten. 24 Kessel vom Typ Niclausse produzierten den notwendigen Dampf bei einem Druck von 18 atm. Cramp setzte den Einbau von Niclausse-Kesseln durch, da Cramp der Vertreter in den USA für diesen Typ war. Trotz Bedenken der russischen Admiralität unterstützte Generaladmiral Großfürst Alexei Alexandrowitsch den Einbau des Kesseltyps. Bei den Versuchsfahrten wurde eine Leistung von 17.111 PSi (12.585 kW) und eine Höchstgeschwindigkeit von 17,99 Knoten erreicht. Cramp behauptete eine Geschwindigkeit von 18,01 Knoten, um eine Vertragsstrafe zu vermeiden, da 18 Knoten zugesichert waren.
Bei Normallast fuhr die Retwisan mit einem Kohlenvorrat von 1.032 t, der eine Reichweite von 4.900 Seemeilen bei 10 Knoten ermöglichte. Maximal konnten 2.000 t geladen werden, die dann 8.000 Seemeilen ermöglichten.

### Bewaffnung
Die Bewaffnung der Retwisan wurde aus Russland in die Vereinigten Staaten geliefert.
Die Hauptbewaffnung bestand aus zwei Paaren 30,5-cm-L/40-Geschützen des Modells 1895 in Doppeltürmen vorn und hinten. Die Geschütze konnten mit einer maximalen Erhöhung von 15° und bis zu −5° gesenkt eingesetzt werden. Bei 10° Erhöhung wurde eine Reichweite von 11.000 m erreicht. Von den 330 kg schweren Geschossen waren 77 je Geschütz vorhanden.
Acht der zwölf 15,2-cm-L/45-Geschütze des Canet-Modells 1892 waren in Kasematten installiert. Die restlichen vier standen auf dem Oberdeck. Die Geschütze hatten alle einen Richtbereich von 20° bis −5°. Bei maximaler Erhöhung war eine Reichweite von 11.500 m möglich. Für jedes Geschütz standen 200 41,4 kg schwere Granaten zur Verfügung.
Die Abwehrbewaffnung gegen Torpedoboote bestand aus zwanzig 7,5-cm-L/50-Canet-Kanonen des Modells 1892. Sie konnte ihre 4,9-kg-Geschosse bis zu 7.850 m weit schießen. Jedes Geschütz verfügte über 325 Granaten. Dazu kamen vierundzwanzig 4,7-cm-Hotchkiss-Kanonen mit einer Reichweite von 1.850 m. Je vier dieser Geschütze standen in den Waffenplattformen der Masten und je acht an den Enden der Aufbauten. Dazu kamen noch sechs 3,7-cm-Hotchkiss-Kanonen in den Flügeln der Brücke.
Die Retwisan verfügte auch über sechs 38,1-cm-Torpedorohre. Vier davon waren Überwasser im Bug, im Heck und hinten in der Breitseite montiert. Die vorderen Breitseitrohre waren unter Wasser installiert. Für alle standen 17 Torpedos zur Verfügung.
Das Schiff war für die Mitnahme von zwei kleinen Torpedobooten vorbereitet und konnte auch 45 Minen transportieren.

## Erste Friedensjahre

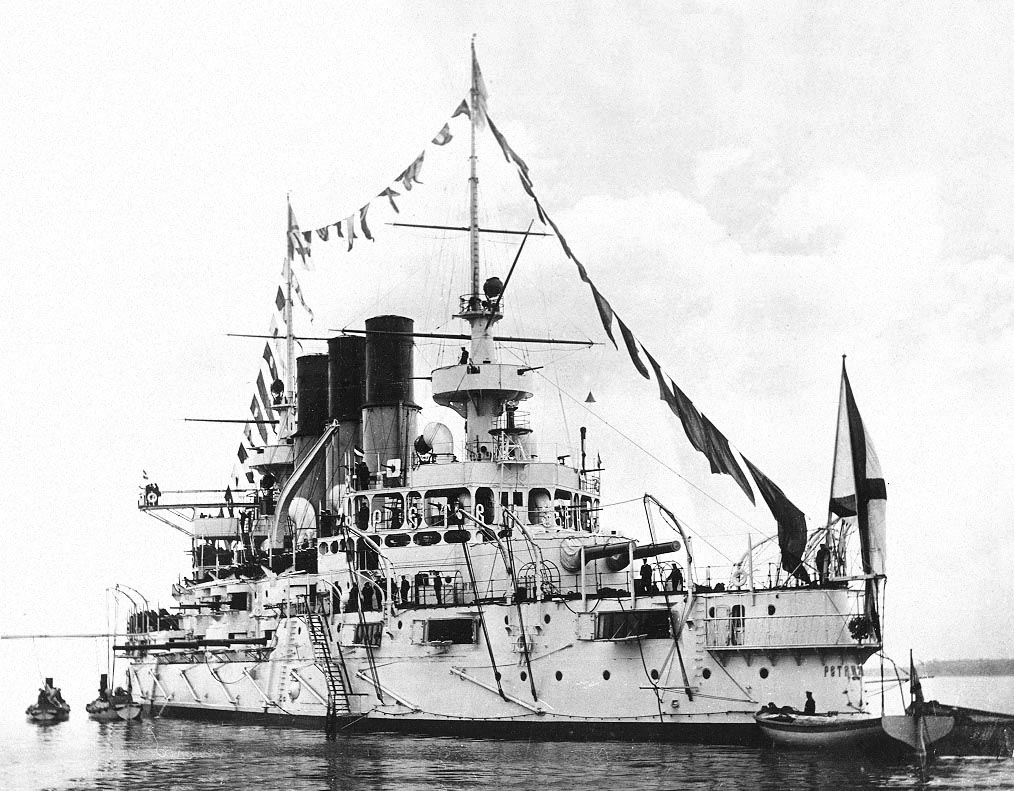
Die Retwisan von achtern

Die Kiellegung der Retwisan fand am 29. Juli 1898 statt. Sie wurde nach einem schwedischen Kriegsschiff benannt, das im Jahre 1790 von den Russen erobert worden war. Am 23. Oktober 1900 erfolgte der durch einen Streik auf der Bauwerft verzögerte Stapellauf. Auch behinderten Differenzen zwischen der Werft und der russischen Bauaufsicht die Fertigstellung. Im Oktober 1901 begannen die Abnahmetests in amerikanischen Gewässern. Am 23. März 1902 erfolgte die Abnahme des Schiffes, und es trat unter Kapitän Eduard Schensnowitsch, der das Schiff während der gesamten russischen Dienstzeit befehligte, den Marsch in die Ostsee an. Nach einem Stopp in Cherbourg zur Kohlenergänzung kam es zu einem Schaden an einem Kesselrohr. Drei verbrühte Seeleute starben. Die Retwisan wurde in die Baltische Flotte eingereiht und nahm im August 1902 beim Staatsbesuch von Kaiser Wilhelm II. an der Flottenparade in Riga teil.
Am 29. Oktober 1902 begann ihre Überführung zum pazifischen Geschwader im Verband des Konteradmirals Stackelberg. Zum Verband gehörten weiterhin das Linienschiff Pobeda, fünf Kreuzer (Pallada, Diana, Nowik, Bogatyr, Bojarin) und sieben Torpedoboote (fünf der Forel-Klasse aus französischer Produktion sowie zwei, Boiki und Burny, aus russischer Fertigung). Das Geschwader trat selten zusammen auf. Die Pobeda musste frühzeitig zurückbleiben und die Nowik lief vor dem Verband, während die Bogatyr für die Torpedoboote zuständig war und die Bojarin andere Aufgaben übernahm. Die Retwisan lief überwiegend im Verband mit der Pallada und der Diana. Auf dem Weg liefen sie zur Versorgung Kiel, Portland, Vigo, Algier, Piräus, Port Said, Sues, Aden, Colombo, Sabang, Singapur und Nagasaki an. Am 8. April 1903 erreichte die Retwisan, nur von der Pallada begleitet, Port Arthur, wo sie stationiert wurde.
Die Retwisan nahm sofort an den Übungen des Geschwaders teil, dem vier weitere Linienschiffe (drei der Petropawlowsk-Klasse und die Pereswet) angehörten. Die mit ihr aus Russland abgegangene Pobeda traf erst im Juni und die Zessarewitsch dann im November 1903 ein. Die Retwisan dockte 1903 noch in Wladiwostok und erhielt wie alle Schiffe des Pazifischen Geschwaders einen olivgrünen Anstrich. Das achte für das Pazifische Geschwader vorgesehene Linienschiff, die ebenfalls zur Pereswet-Klasse gehörende Osljabja, befand sich bei Kriegsausbruch in Dschibuti und wurde in die Ostsee zurückbeordert.

## Russisch-Japanischer Krieg
Beim ersten japanischen Angriff auf Port Arthur in der Nacht vom 8. auf den 9. Februar 1904 gehörte die Retwisan zu den drei von Torpedos getroffenen russischen Schiffen. Sie erhielt einen Treffer vor dem vorderen Turm, der ein beträchtliches Loch riss. Fünf Abteilungen unter dem Panzerdeck liefen voll, es gab fünf Tote und einen Verletzten und das Schiff sank mit dem Bug auf Grund. Erst im Juni war sie wieder einsatzbereit.
Am Morgen des 10. August 1904 verließ das russische 1. Pazifik-Geschwader unter Admiral Withöft den Hafen von Port Arthur, um die japanische Blockade während der Belagerung zu durchbrechen und nach Wladiwostok zu laufen, um sich mit dem dortigen Geschwader zu einer starken Streitmacht zu vereinigen. Das Geschwader bestand aus den Linienschiffen Zessarewitsch, Retwisan, Pobeda, Pereswet, Sewastopol und Poltawa sowie vier Geschützten Kreuzern und 14 Torpedobooten. Die japanische Flotte unter dem Befehl des Admirals Tōgō umfasste die Schlachtschiffe Mikasa, Asahi, Fuji und Shikishima, die Panzerkreuzer Nisshin und Kasuga, acht Geschützte Kreuzer sowie 18 Zerstörer und 30 Torpedoboote.
Die Hauptmacht der japanischen Flotte blockierte zunächst den russischen Weg entlang der Halbinsel Shandong. Gegen 13 Uhr eröffneten beide Seiten das Feuer, nach etwa einer Stunde gelang Admiral Withöft schließlich der erhoffte Ausbruch. Admiral Togo, der inzwischen erkannt hatte, dass die Russen nach Wladiwostok entkommen wollten, nahm die Verfolgung auf und holte das langsamere russische Geschwader nach einigen Stunden ein. Auf Parallelkurs fahrend, begannen beide Seiten um 16:20 Uhr auf eine Entfernung von etwa 8–9 km ein erneutes Feuergefecht, bei dem auf beiden Seiten erhebliche Schäden erzielt wurden und der russische Oberbefehlshaber fiel.

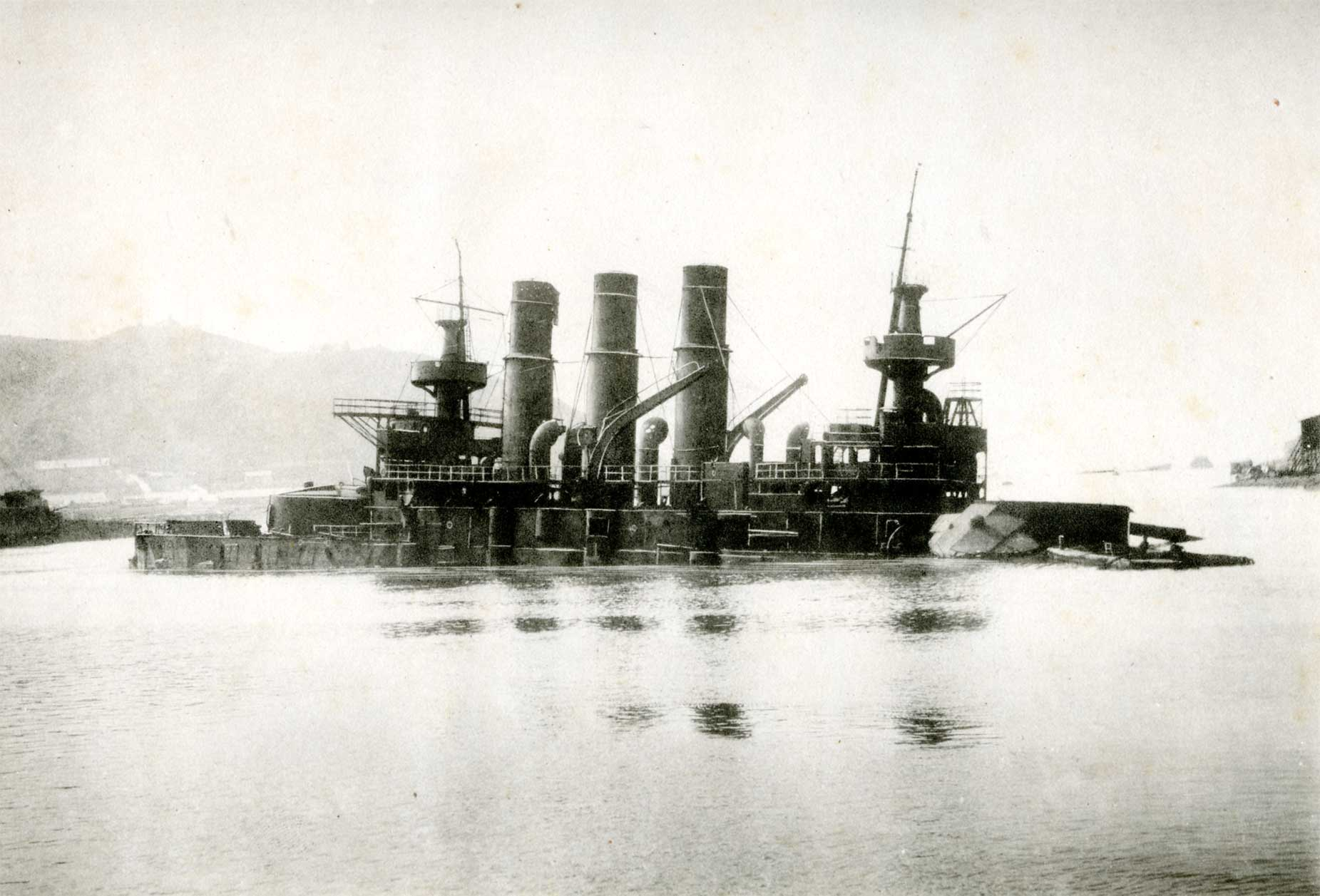
Versunken im Hafenbecken von Port Arthur

Unklare Befehlsverhältnisse nach dem Tod Withöfts ließen den Großteil des russischen Geschwaders (fünf Linienschiffe, ein Kreuzer und neun Zerstörer) nach Port Arthur zurückkehren. Die anderen Einheiten wurden in der Dunkelheit versprengt und suchten neutrale Häfen auf, darunter als einziges Linienschiff das Flaggschiff Zessarewitsch, das den deutschen Stützpunkt Tsingtau anlief. Nur der Kreuzer Nowik versuchte den Durchbruch nach Wladiwostok, wurde aber von den Japanern bei Sachalin gestellt. Die Retwisan hatte 18 Granattreffer erhalten und war ziemlich schwer beschädigt worden. Von da an sollte sie während des Krieges Port Arthur unter russischer Flagge nicht mehr verlassen.
Am 6. Dezember 1904 wurde sie von japanischen Landgeschützen unter Beschuss genommen und sank daraufhin auf ebenem Kiel im Hafen von Port Arthur, dessen Verteidigung sie mit ihren Geschützen weiter unterstützte. Am 2. Januar 1905 kapitulierten die russischen Verteidiger. Das letzte mobile russische Linienschiff, die Sewastopol, war zuvor von ihrem Kommandanten Nikolai von Essen in tiefem Wasser versenkt worden. Nur einige kleinere Schiffe, wie der Zerstörer Wlastni der Forel-Klasse, versuchten zuvor noch zu entkommen.

## Als japanisches Linienschiff
Nach dem Ende des Russisch-Japanischen Krieges wurde die Retwisan am 22. September 1905 von den Japanern gehoben und von Januar 1906 bis November 1908 auf der Marinewerft in Sasebo repariert. Die Waffen an den Masten wurden entfernt und die leichten Waffen durch japanische Modelle ersetzt. Die Kessel wurden durch japanische Miyabara-Kessel ersetzt. Das Schiff wurde unter dem Namen Hizen wieder in Dienst gestellt.

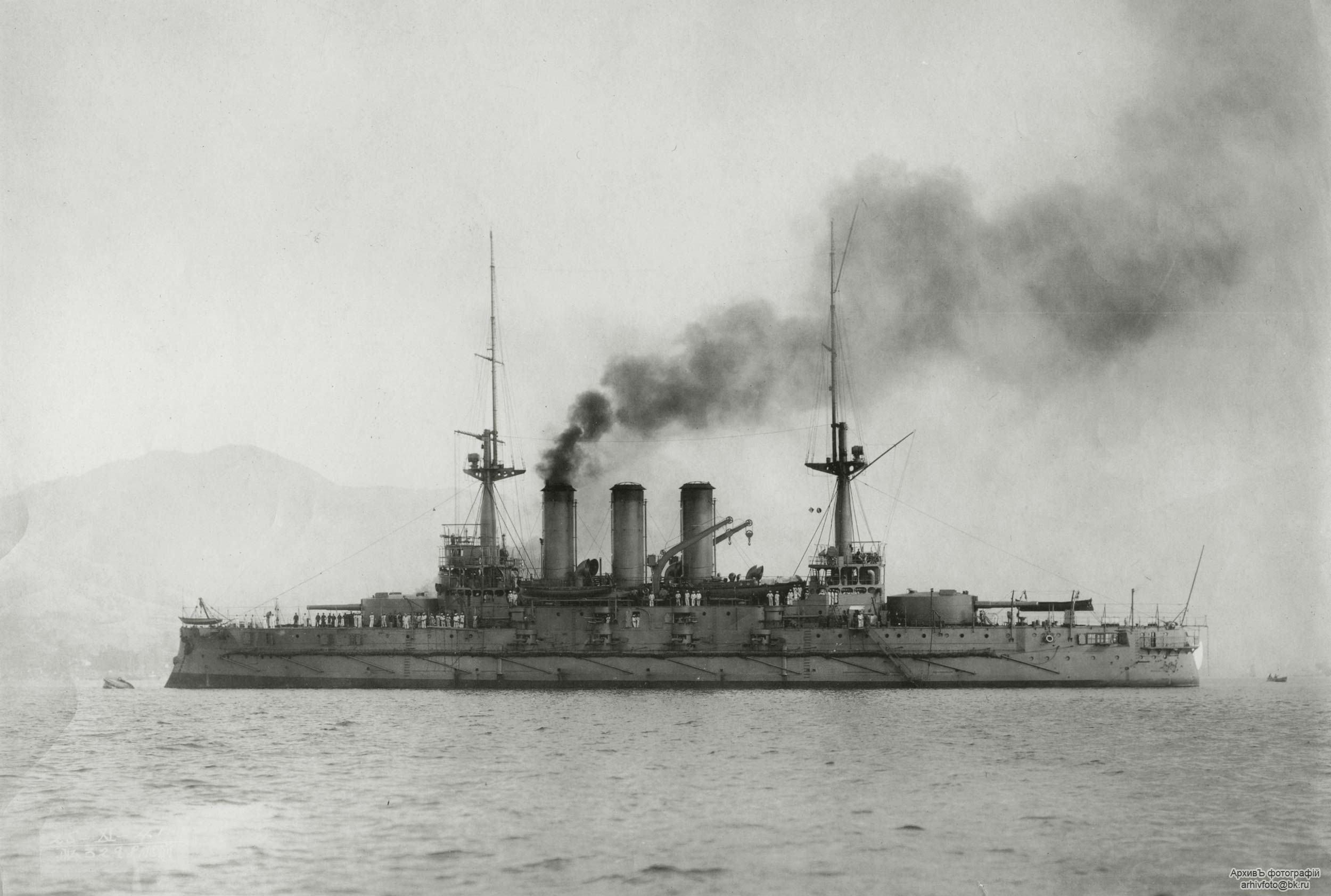
Die Hizen

Im Oktober 1914 war sie auf dem Weg nach Esquimalt in British Columbia, um die schwachen britischen Einheiten dort zu verstärken. Sie wurde nach Honolulu, Hawaii, geschickt, um den dort eingelaufenen alten Kleinen Kreuzer Geier zu blockieren. Sie traf dort am 15. Oktober ein und wurde von dem aus der nördlichen Südsee kommenden Panzerkreuzer Asama unterstützt, bis die Geier am 8. November interniert wurde. Dann marschierten beide japanischen Schiffe zur amerikanischen Westküste, um sich zusammen mit dem dort stationierten Panzerkreuzer Izumo an der Suche nach dem deutschen Ostasiengeschwader von Admiral Maximilian von Spee zu beteiligen.
Im Russischen Bürgerkrieg unternahm die Hizen noch Interventionseinsätze. Am 1. September 1921 wurde sie in ein Küstenverteidigungsschiff umklassifiziert. Im April 1922 wurde sie wegen des Washingtoner Flottenabkommens entwaffnet, am 20. September 1923 außer Dienst gestellt und am 12. Juli 1924 als Zielschiff von der japanischen Schlachtflotte in der Bungostraße versenkt.